# Ventouse

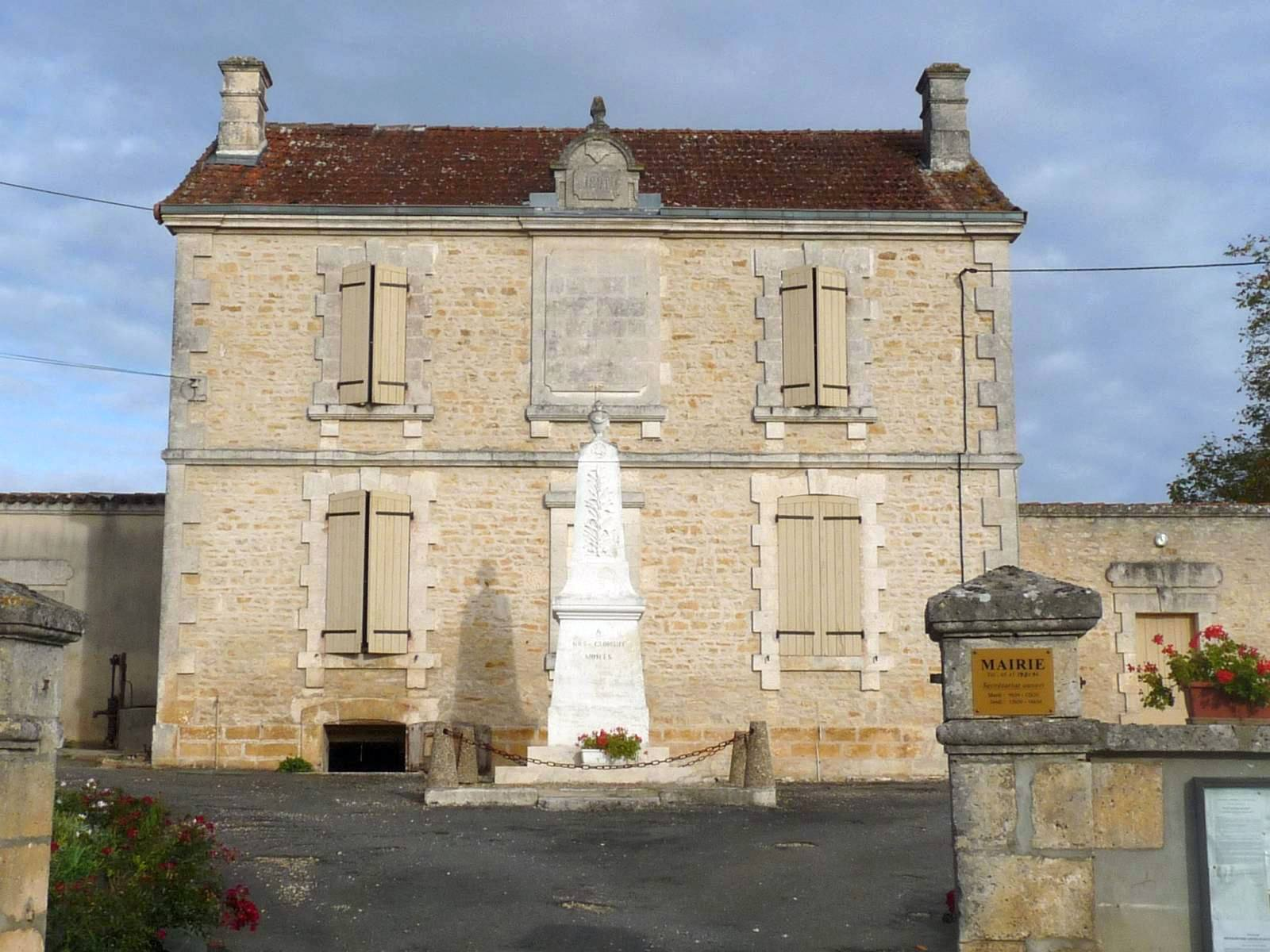
Gemeentehuis

Ventouse is een gemeente in het Franse departement Charente (regio Nouvelle-Aquitaine) en telt 126 inwoners (2011). De plaats maakt deel uit van het arrondissement Confolens.

## Geografie
De oppervlakte van Ventouse bedraagt 10,3 km², de bevolkingsdichtheid is dus 12,2 inwoners per km².
De onderstaande kaart toont de ligging van Ventouse met de belangrijkste infrastructuur en aangrenzende gemeenten.

## Demografie
Onderstaande figuur toont het verloop van het inwonertal (bron: INSEE-tellingen).